# Undeleted (medley av Abba)
Undeleted är ett drygt 20 minuter långt medley med delar av tidigare outgivna demoinspelningar och låtar av den svenska popgruppen Abba. Inspelningarna är gjorda mellan 1974 och 1982. Medleyt sattes ihop av gruppens ljudtekniker Michael B. Tretow till utgivningen av CD-boxen Thank You for the Music 1994. Medleyt togs även med i CD-boxen The Complete Recording Sessions 2005. Ingen av inspelningarna har givits ut i sin helhet varken före eller efter detta medley. Undantaget är "Just a Notion" som släpptes som singel i en nyinspelad version 22 oktober 2021, och sedermera på albumet "Voyage".

## Innehåll
Medleyt innehåller följande inspelningar:
1. Scaramouche
2. Summer Night City (tidig version)
3. Take a Chance on Me (tidig version)
4. Baby (tidig version av Rock Me)
5. Just a Notion
6. Rikky Rock 'n' Roller (senare inspelad och utgiven av Jerry Williams)
7. Burning My Bridges
8. Fernando (tidig svenskspråkig version)
9. Here Comes Rubie Jamie
10. Hamlet III; del 1 och 2 (senare inspelad och utgiven av Benny Andersson med titeln Lotties Schottis)
11. Free as a Bumble Bee
12. Rubber Ball Man
13. Crying Over You
14. Just Like That (senare inspelad och utgiven av Gemini)
15. Givin' a Little Bit More